# Wojciech Ozimek (piłkarz)
Wojciech Ozimek (ur. 24 lipca 1967 w Kielcach) – polski piłkarz, grający na pozycji obrońcy. Występował m.in. w Błękitnych Kielce, Odrze Wodzisław Śląski, Hutniku Kraków oraz Górniku Zabrze. Karierę sportową kończył w klubach niemieckich.